# Mayahuel

Mayahuel

Mayahuel era a deusa asteca da agave (planta da qual se destila a tequila) e por consequência a deusa da embriaguês. É uma das deidades relacionadas com a terra.
Mayahuel era representada por uma jovem com o corpo pintado de azul que se assomava por uma penca de agave. Mayahuel é a esposa de Patecatl.